# Kościół św. Wojciecha w Chrzypsku Wielkim
Kościół św. Wojciecha w Chrzypsku Wielkim jest najstarszym i najcenniejszym zabytkiem we wsi. Budynek jest jednym z ostatnich kościołów Wielkopolski, który został zbudowany w stylu gotyckim.

## Historia
Kościół wzniesiono w latach 1600–1609 i do tej pory zachował się w stanie prawie niezmienionym. Nie jest to najstarszy kościół, jaki istniał w Chrzypsku. Pierwszy kościół założony został przez rodzinę Chrzypskich już w XV wieku. Pierwsza udokumentowana wzmianka dotycząca tego kościoła pochodzi z 1470 roku. Był to wówczas kościół drewniany, który w XVI wieku najprawdopodobniej bardzo podupadł lub też został zniszczony w wyniku pożaru, albowiem już na początku XVII ówcześni dziedzice Chrzypska Wojciech i Stanisław Chrzypscy wznieśli w jego miejsce nowy, murowany kościół z palonej cegły. U schyłku XVIII wieku kościół popadł w znaczną ruinę i odbudowano go dopiero dzięki staraniom ówczesnego plebana Telesfora Kwileckiego. Jeszcze w połowie XVIII w kościele znajdowały się nagrobki rodziny Chrzypskich, które jednak zostały z niego prawdopodobnie w czasie remontu w roku 1785 usunięte. 

## Stan obecny
Obecnie kościół jest budynkiem późnogotyckim. Jest budowlą salową, posiadającą jedną nawę, z trójbocznie zamkniętym prezbiterium, z zakrystią i kruchtą przebudowaną od strony północnej. Strop kościoła jest drewniany. W głównym ołtarzu złożonym z części pochodzących z XVII i XVIII wieku, mieści się obraz Św. Wojciech – przedstawiający patrona kościoła, namalowany w 1863 r., a odnowiony w 2001. Dwa boczne ołtarze złożone są z części wykonanych na przełomie XVII i XVIII wieku. W prawym ołtarzu stoi barokowa figurka św. Józefa z Dzieciątkiem Jezus, a w lewym jedna z najcenniejszych rzeźb gotyckich w Wielkopolsce – figurka Matki Boskiej z Dzieciątkiem, tzw. Matka Boska na lwie, pochodząca z około 1360 roku. Baldachim nowej ambony jest ozdobiony figurkami świętych i aniołków z pierwszej połowy XVIII wieku. Na ścianach umieszczone są zabytkowe obrazy - Matka Boska adorująca Dzieciątko Jezus, wspomniany Święty Wojciech i Święty Stanisław – obraz, który prawdopodobnie kiedyś znajdował się w ołtarzu głównym, pochodzący z XVII wieku. Nad wejściem do kruchty znajdują się dwie tablice pamiątkowe poświęcone Franciszkowi i Teresie Kwilickim. Ich powstanie datuje się na koniec XVIII w. W kościele w Chrzypsku Wielkim znajdują się także zabytkowe organy.